# Krubberg
Krubberg ist eine Siedlung in Dörentrup im Kreis Lippe. 

## Geschichte

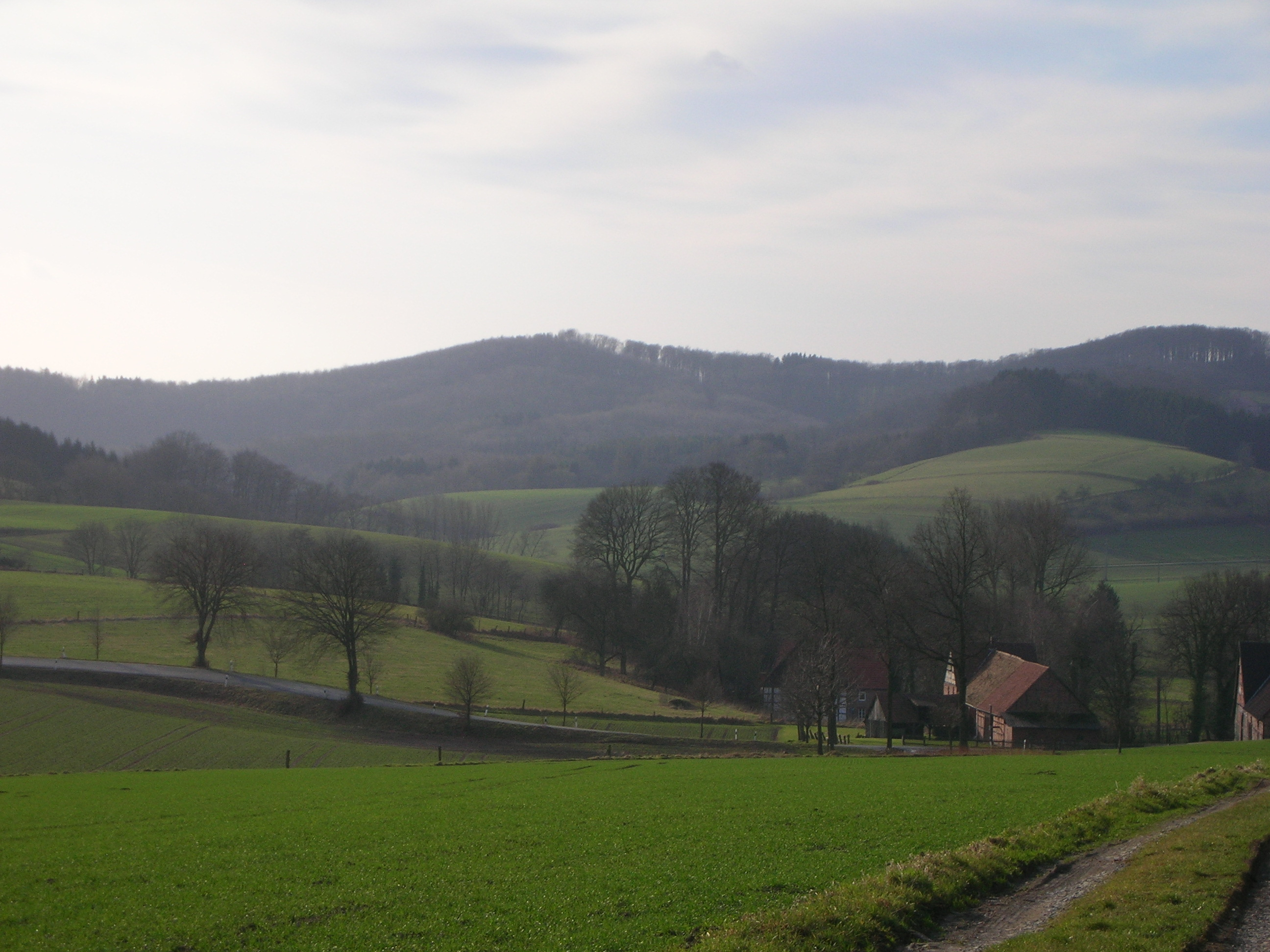
Hofstelle am Krubberg

Die Siedlung Krubberg ist eine Gründung des späten Mittelalters. Die älteste urkundliche Erwähnung findet sich im Einkünftebuch der Hillentruper Kirche aus dem Jahre 1519. Damals wurde Krubberg noch unter dem alten Namen Bollersen geführt, der bis ins 17. Jahrhundert hinein gebraucht wurde. Im Landschatzregister von 1535 wird erstmals urkundlich der Name Krukenberg verzeichnet, aus dem sich später Krubberg entwickelte. Die Siedlungsstruktur ist noch heute die gleiche wie vor 400 Jahren und besteht aus sechs Hofstellen, die sich – etwa 2,5 bis 3 km vom Hillentruper Talkessel entfernt – in loser Folge am gleichnamigen Krubberg aufreihen.
Bis zu deren Eingemeindung gehörte Krubberg zur Gemeinde Hillentrup.
Koordinaten: 52° 4′ N, 9° 1′ O